# Constantiodes
Constantiodes là một chi bướm đêm thuộc họ Noctuidae.